# الأوباش (فلم)
فيلم الأوباش أنتج عام 1986. من بطولة: يحيى الفخراني.

## قصة الفيلم
ستة من الذئاب البشرية يقطعون الطريق على زوج وزوجة ليلة زفافهما فيقتلون الزوج ويغتصبون الزوجة التي تصاب بانهيار عصبي بعدها .. تفشل أجهزة الأمن في التعرف على الجناة .. بينما يعرف بالحادثة صحفي يدعى (أحمد عزمي - يحيى الفخراني) فيتعاطف مع الزوجة التي كان يعرفها منذ كانت طفلة .. ويقرر الانتقام من الجناة لأنه تعرض لحادث مماثل بعدما اغتصبت زوجته وتوفت .. ينجح في التوصل إليهم قبل أجهزة الأمن ويقتلهم جميعا قبل أن يقبض عليه .. وأثناء محاكمته يطلق جملته الشهيرة أنه لا يخشى أي حكم قد تنطق به المحكمة ولا يمكنه الاعتراض عليه لكنه لكي يشعر بالعدالة يرجو أن يحكم عليه من هو ليس أب لابنه أو زوج لزوجة أو ابن لأم أو أخ لأخت.

## وصلات خارجية
- مقالات تستعمل روابط فنية بلا صلة مع ويكي بيانات